# ولاية صرخنداريا
ولاية صرخنداريا (بالإنجليزية: Surxondaryo Region)‏ هي إحدى ولايات أوزبكستان تقع في الجنوب الأقصى من أوزبكستان. يقدر عدد سكانها بـ 1,925,100 نسمة .